# Annie Kriegel

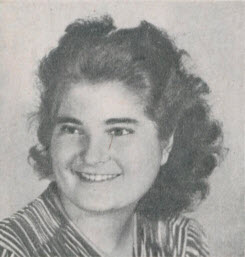
Annie Kriegel (1947)

Annie Kriegel, geborene Becker (* 9. September 1926 in Paris; † 26. August 1995 in Paris), war eine französische Historikerin, Universitätsdozentin und Publizistin.

## Leben
Die im 11. Arrondissement aufgewachsene Annie Becker begann sich 1942 in der Résistance politisch zu engagieren. Als junge Frau war sie aktives Mitglied des Französischen Kommunistischen Partei (PCF). Sie war unter anderem bei der gewerkschaftlichen Widerstandsorganisation Main d’Œuvre Immigrée aktiv. Zur Zeit der Befreiung war sie Studentin der École normale supérieure de jeunes filles, einer für Frauen offenen Vorgängerin der École normale supérieure. Sie engagierte sich im Kommunistischen Jugendverband (JC) und hatte 1948 bis 1954 verschiedene Parteifunktionen inne. Im Zusammenhang mit der Entstalinisierung distanzierte sie sich zunehmend von der PCF. 1956 trat sie aus und begann sich politisch neu zu orientieren. Unter anderem als Journalistin beim konservativen Le Figaro und in mehreren Büchern setzte sie sich kritisch mit dem Stalinismus und den französischen Kommunisten auseinander.
Ihre Forschungen wie ihre Kritik zum französischen Kommunismus fanden große Beachtung. 1982 gründete sie mit Stéphane Courtois die wissenschaftliche Zeitschrift Communisme. Nach ihr ist posthum ein Historikerkongress benannt sowie die wissenschaftliche Vereinigung „Association d’études et de recherches en sciences sociales Annie Kriegel“, zu der unter anderem Emmanuel Le Roy Ladurie, Pascal Cauchy, Patrick Guis und Arthur Kriegel gehören.
Die Schwester von Jean-Jacques Becker heiratete Guy Besse, und später Arthur Kriegel, den Bruder von Maurice Kriegel-Valrimont, und hatte 5 Kinder.

## Rezeption
Robert Paxton bezeichnete ihre Forschungen in der New York Times als das überzeugendste Werk zur französischen KP.
Boris Souvarine lehnte ihre Interpretation des 1920 stattgefundenen Kongresses von Tours ab, kritisierte ihre stalinistische Vergangenheit und die laut Souvarine moralisch inakzeptable Haltung zu der angeblichen Ärzteverschwörung 1953.

## Veröffentlichungen (Auszug)
- als Herausgeberin: Le congrès de Tours (décembre 1920). Naissance du Parti Communiste français. Édition critique des principaux débats. Paris, R. Julliard 1964.
- Les Communistes français. Essai d’ethnographie politique (= Politique. Bd. 24, ZDB-ID 1126959-5). du Seuil, Paris 1968.
- Les Grands Procès dans les systèmes communistes. La Pédagogie infernale (= Collection idées. Bd. 256, ISSN 0530-8089). Gallimard, Paris 1972.
- Communismes au miroir français. Temps, cultures et sociétés en France devant le communisme. Gallimard, Paris 1974.
- Die sowjetische Welt. Mit Jacques Droz; Roger Portal. Übers. Henriette Berge, Ullstein, Berlin u. a. 1977, ISBN 978-3-548-03341-9.
- Ce que j’ai cru comprendre. Robert Laffont, Paris 1991, ISBN 2-221-06536-0 (Erinnerungen).